# Women's Super League 2022-2023 (Inghilterra)
La Women's Super League 2022-2023, nota anche come Barclays Women's Super League 2022-2023 per ragioni di sponsorizzazione, è stata la tredicesima edizione, compresa quella indicata come spring series,  della massima divisione del campionato inglese femminile di calcio e la quinta dopo il rebranding del torneo e della struttura di vertice dei campionati nazionali. A inizio stagione il nome ufficiale della competizione è stato cambiato in Women's Super League, rimuovendo l'acronimo della federazione.
Il campionato è iniziato il 16 settembre 2022 e si è concluso il 27 maggio 2023. La prima giornata era, inizialmente, prevista il 9 settembre 2022, ma era stata rinviata dopo che la FA aveva rinviato tutte le partite di quel fine settimana a seguito della morte della regina Elisabetta II l'8 settembre 2022.
Il campionato è stato vinto dal Chelsea per la quarta volta consecutiva, la sesta complessiva.

## Stagione

### Novità
Dalla FA WSL 2021-2022 è stato retrocesso in Championship il Birmingham City per la prima volta dall'istituzione della WSL, mentre dalla Championship 2021-2022 è stato promosso il Liverpool mantenendo l'organico a dodici squadre come nel precedente campionato.

### Formula
Le 12 squadre si affrontano in un girone all'italiana con partite di andata e di ritorno, per un totale di 22 giornate. La squadra prima classificata è campione d'Inghilterra. Le prime due classificate sono ammesse alla UEFA Women's Champions League 2023-2024 mentre l'ultima retrocede in Women's Championship.

### Avvenimenti
Prima dell'inizio della stagione il Tottenham ha cambiato lo stadio dove disputare le partite interne, trasferendosi dal The Hive Stadium al Brisbane Road, sede del Leyton Orient. Otto altre squadre hanno disputato alcune partite casalinghe negli stadi dove solitamente giocano le corrispettive squadre maschili. Il 24 settembre 2022 la partita tra Arsenal e Tottenham, valida per la terza giornata, è stata disputata all'Emirates Stadium davanti a un pubblico di 47 367 spettatori, che ha segnato il nuovo record di presenze per una partita di Women's Super League.

## Squadre partecipanti
| Club              | Stagione | Città      | Stadio                             | Stagione precedente                 |
| ----------------- | -------- | ---------- | ---------------------------------- | ----------------------------------- |
| Arsenal           | dettagli | Londra     | Meadow Park (Borehamwood)          | 2º posto in FA WSL                  |
| Aston Villa       | dettagli | Birmingham | Bescot Stadium (Walsall)           | 9º posto in FA WSL                  |
| Brighton & Hove   | dettagli | Brighton   | Broadfield Stadium (Crawley)       | 7º posto in FA WSL                  |
| Chelsea           | dettagli | Londra     | Kingsmeadow (Kingston upon Thames) | 1º posto in FA WSL                  |
| Everton           | dettagli | Liverpool  | Walton Hall Park                   | 10º posto in FA WSL                 |
| Leicester City    | dettagli | Leicester  | Leicester City Stadium             | 11º posto in FA WSL                 |
| Liverpool         | dettagli | Liverpool  | Prenton Park (Birkenhead)          | 1º posto in FA Women's Championship |
| Manchester City   | dettagli | Manchester | Manchester City Academy Stadium    | 3º posto in FA WSL                  |
| Manchester United | dettagli | Manchester | Leigh Sports Village (Leigh)       | 4º posto in FA WSL                  |
| Reading           | dettagli | Reading    | Madejski Stadium                   | 8º posto in FA WSL                  |
| Tottenham         | dettagli | Londra     | Brisbane Road                      | 5º posto in FA WSL                  |
| West Ham          | dettagli | Londra     | Victoria Road (Dagenham)           | 6º posto in FA WSL                  |

## Classifica finale
|  | Pos. | Squadra           | Pt | G  | V  | N | P  | GF | GS | DR  |
|  | ---- | ----------------- | -- | -- | -- | - | -- | -- | -- | --- |
|  | 1.   | Chelsea           | 58 | 22 | 19 | 1 | 2  | 66 | 15 | +51 |
|  | 2.   | Manchester United | 56 | 22 | 18 | 2 | 2  | 56 | 12 | +44 |
|  | 3.   | Arsenal           | 47 | 22 | 15 | 2 | 5  | 49 | 16 | +33 |
|  | 4.   | Manchester City   | 47 | 22 | 15 | 2 | 5  | 50 | 25 | +25 |
|  | 5.   | Aston Villa       | 37 | 22 | 11 | 4 | 7  | 47 | 37 | +10 |
|  | 6.   | Everton           | 30 | 22 | 9  | 3 | 10 | 29 | 36 | -7  |
|  | 7.   | Liverpool         | 23 | 22 | 6  | 5 | 11 | 24 | 39 | -15 |
|  | 8.   | West Ham          | 21 | 22 | 6  | 3 | 13 | 23 | 44 | -21 |
|  | 9.   | Tottenham         | 18 | 22 | 5  | 3 | 14 | 31 | 47 | -16 |
|  | 10.  | Leicester City    | 16 | 22 | 5  | 1 | 16 | 15 | 48 | -33 |
|  | 11.  | Brighton & Hove   | 16 | 22 | 4  | 4 | 14 | 26 | 63 | -37 |
|  | 12.  | Reading           | 11 | 22 | 3  | 2 | 17 | 23 | 57 | -34 |

Legenda:
      Campione d'Inghilterra e ammessa alla UEFA Women's Champions League 2023-2024 dalla fase a gironi.
      Ammessa alla UEFA Women's Champions League 2023-2024 dalla seconda fase.
      Ammessa alla UEFA Women's Champions League 2023-2024 dalla prima fase.
      Retrocessa in FA Women's Championship 2023-2024.
Note:
Tre punti a vittoria, uno a pareggio, zero a sconfitta.

## Risultati

### Tabellone
|                   | Ars  | AsV  | BHA  | Che  | Eve  | LeC  | Liv  | MaC  | MaU  | Rea  | Tot  | WeH  |
| ----------------- | ---- | ---- | ---- | ---- | ---- | ---- | ---- | ---- | ---- | ---- | ---- | ---- |
| Arsenal           | –––– | 0-2  | 4-0  | 1-1  | 1-0  | 1-0  | 2-0  | 2-1  | 2-3  | 4-0  | 4-0  | 3-1  |
| Aston Villa       | 1-4  | –––– | 1-1  | 0-3  | 0-1  | 5-0  | 3-3  | 4-3  | 2-3  | 3-1  | 2-1  | 1-2  |
| Brighton & Hove   | 0-4  | 2-6  | –––– | 0-2  | 3-2  | 0-1  | 3-3  | 1-2  | 0-4  | 2-1  | 0-8  | 1-0  |
| Chelsea           | 2-0  | 3-1  | 3-1  | –––– | 7-0  | 6-0  | 2-1  | 2-0  | 1-0  | 3-2  | 3-0  | 3-1  |
| Everton           | 1-4  | 0-2  | 2-1  | 1-3  | –––– | 1-0  | 1-1  | 1-2  | 0-3  | 3-2  | 2-1  | 3-0  |
| Leicester City    | 0-4  | 0-2  | 3-0  | 0-8  | 0-0  | –––– | 4-0  | 0-2  | 0-1  | 2-1  | 1-2  | 1-2  |
| Liverpool         | 0-2  | 0-1  | 2-1  | 2-1  | 0-3  | 0-1  | –––– | 2-1  | 0-1  | 2-0  | 2-1  | 2-0  |
| Manchester City   | 2-1  | 1-1  | 3-1  | 2-0  | 3-2  | 4-0  | 2-1  | –––– | 1-1  | 4-1  | 3-1  | 6-2  |
| Manchester United | 1-0  | 5-0  | 4-0  | 1-3  | 0-0  | 5-1  | 6-0  | 2-1  | –––– | 4-0  | 3-0  | 4-0  |
| Reading           | 0-1  | 0-5  | 2-2  | 0-3  | 2-3  | 2-1  | 3-3  | 0-3  | 0-1  | –––– | 1-0  | 2-1  |
| Tottenham         | 1-5  | 3-3  | 2-2  | 2-3  | 0-3  | 1-0  | 1-0  | 0-3  | 1-2  | 4-1  | –––– | 0-2  |
| West Ham          | 0-0  | 1-2  | 4-5  | 0-4  | 1-0  | 1-0  | 0-0  | 0-1  | 0-2  | 3-2  | 2-2  | –––– |

## Statistiche

### Classifica marcatrici
Fonte: sito BBC.
| Gol |  |  | Giocatore                | Squadra                     |
| --- |  |  | ------------------------ | --------------------------- |
| 22  |  |  | Rachel Daly              | Aston Villa                 |
| 20  |  |  | Khadija Shaw             | Manchester City             |
| 14  |  |  | Bethany England          | Chelsea (3), Tottenham (11) |
| 12  |  |  | Samantha Kerr            | Chelsea                     |
| 10  |  |  | Leah Galton              | Manchester United           |
| 10  |  |  | Alessia Russo            | Manchester United           |
| 9   |  |  | Frida Leonhardsen Maanum | Arsenal                     |
| 9   |  |  | Guro Reiten              | Chelsea                     |
| 9   |  |  | Katie Stengel            | Liverpool                   |
| 8   |  |  | Stina Blackstenius       | Arsenal                     |
| 8   |  |  | Lucía García             | Manchester United           |
| 8   |  |  | Pernille Harder          | Chelsea                     |
| 7   |  |  | Kirsty Hanson            | Aston Villa                 |
| 7   |  |  | Lauren Hemp              | Manchester City             |
| 7   |  |  | Katja Snoeijs            | Everton                     |
| 7   |  |  | Elisabeth Terland        | Brighton & Hove             |